# Anna Gabriella de Campos Salles
Anna Gabriella de Campos Salles (Campinas, 24 de janeiro de 1850 — São Paulo, 31 de julho de 1919) foi a primeira-dama do país durante a presidência de seu marido, Campos Salles, o 4.º presidente do Brasil, entre 1898 e 1902. Anteriormente, foi primeira-dama do estado de São Paulo entre 1896 e 1897.

## Biografia

### Família e casamento
Sinh´Anna Marandová, como era carinhosamente chamada, nasceu em Campinas, interior de São Paulo, filha do comendador José de Campos Salles (1820–1889) e de Maria Barbosa de Camargo (1830–1866). Era a segunda dos quatorze irmãos Francisco (1849–1876), Maria d'Annunciação (1851–falecida), José (1852–1930), Domingos (1854–falecido), Gertrudes (1855–falecida), Antonio (1858–falecido), Carlos (1859–1931), Luiz (1860–1944), Belisária (1862–1942), Amélia (1863–falecida), Julia (1864–1940), Joaquim (1865–falecido) e João (1866–falecido). 

Foi batizada na Matriz do Santuário Basílica Nossa Senhora do Perpétuo Socorro, em Campinas, em 2 de fevereiro de 1850, tendo como padrinhos João de Paiva Camargo e Maria Eugênia de Camargo.

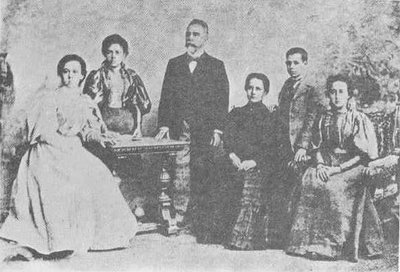
Anna Gabriella e sua família.

Anna Gabriella casou com seu primo-irmão Manuel Ferraz de Campos Salles em 8 de julho de 1865. Eles tiveram dez filhos:
1. Adélia de Campos Sales, nascida em 5 de junho de 1866 e falecida em 118 de junho de 1882;
2. Vitor de Campos Sales, nascido em 16 de setembro de 1867 e falecido em 19 de julho de 1869;
3. José Maria de Campos Sales, nascido em 16 de setembro de 1869 e falecido em 30 de abril de 1890;
4. Maria Luiza de Campos Sales, nascida em 9 de abril de 1871 e falecida em data desconhecida;
5. Helena de Campos Sales, nascida em 1 de julho de 1872 e falecida em 12 de setembro de 1949;
6. Manuel de Campos Sales, nascido em 29 de setembro de 1873 e falecido em 30 de outubro de 1875;
7. Sofia de Campos Sales, nascida em 10 de dezembro de 1874 e falecida em 31 de outubro de 1875;
8. Leonor de Campos Sales, nascida em 06 de dezembro de 1876 e falecida em 05 de junho de 1960;
9. Sofia de Campos Sales, nascida em 11 de agosto de 1879 e falecida em 28 de novembro de 1935;
10. Paulo Ferraz de Campos Sales, nascido em 01 de abril de 1882 e falecido em 16 de maio de 1940.

## Primeira-dama do Brasil
Na eleição presidencial em 1898, com Campos Salles foi eleito presidente, cumprindo um mandato de 1898 a 1902, e Anna Gabriela se tornou a primeira-dama do Brasil, sucedendo Adelaide de Moraes Barros.

### Carta à Catita Alves
Antes do fim do mandato de seu marido, Anna Gabriella enviou uma carta à Catita Alves, a filha mais velha de Rodrigues Alves (viúvo desde 1891), sucessor de Campos Salles. Ela sabia que Catita, sua amiga, faria o papel de primeira-dama para seu pai:
D.ª Catita,
Apresso-me em responder a sua carta, dando-lhe os esclarecimentos precisos. Há três anos que tenho, aqui no meu serviço, copeiro e cozinheira que já tinham me servido em São Paulo mais de um ano. São muito sérios, já de meia idade, preenchem muito bem as funções e mostram desejo de continuar ao serviço do Palácio. Penso que seria acertado tomá-los pelo menos para os primeiros tempos, até a senhora conhecer bem a casa e as suas necessidades, reservando-se o direito de despedi-los, se não agradarem. A criada de quarto vai comigo. Quanto à lavagem de roupa, penso também que a senhora deve começar lavando a roupa fora, até poder ajuizar por si mesma se convém fazer esse serviço em casa. Se quiser, recomendarei a lavadeira que me serviu durante quatro anos. É muito séria, muito pontual, lava e engoma bem. Mora na ladeira do Ascurra, e não em cortiço, o que é uma garantia. O palácio possui roupa de cama completa e de mesa para uso diário e banquetes.
Desculpe ter descido a particularidades, se o faço é lembrando-me do embaraço em que me vi entrando para o Palácio alheia a tudo, e tendo ao meu serviço um pessoal incompetente. Pretendo deixar a casa muito em ordem, de modo que a senhora encontrará tudo aquilo de que precisa.
Catita Alves tratou dos afazeres domésticos até 1904, quando se casou com o oficial de gabinete de seu pai, Cesário Pereira. Foi então substituída por Marieta, sua irmã. A sucessora de Marieta, por sua vez, foi Guilhermina Penna, esposa de Afonso Penna.

## Morte
Faleceu em 31 de julho de 1919, aos sessenta e nove anos. O corpo da ex-primeira-dama está sepultado ao lado do marido, no Cemitério da Consolação, em São Paulo.